# Asbestos Aztèques
Asbestos Aztèques byl poloprofesionální kanadský klub ledního hokeje, který sídlil ve Val-des-Sources (dříve Asbestos) v provincii Québec. V letech 1997–2003 působil v poloprofesionální soutěži Ligue de hockey semi-professionnelle du Québec. Aztèques ve své poslední sezóně v LHSPQ (Západní skupina) skončily v základní části na osmém místě.

## Historické názvy
Zdroj: 
- 1997 – Asbestos Aztèques
- 2000 – Asbestos Dubé
- 2002 – Asbestos Aztèques

## Přehled ligové účasti
Zdroj: 
- 1997–2003: Ligue de hockey semi-professionnelle du Québec